# Katolikus Néppárt (Hollandia)
Katolikus Néppárt (hollandul: Katholieke Volkspartij) egy hollandiai katolikus felekezetű kereszténydemokrata párt volt 1945 és 1980 között. A párt működésének 35 éve alatt tagja volt több kormánynak is, számos Hollandia politikáját meghatározó politikusa volt, mint Piet de Jong, Jan de Quay, Norbert Schmelzer vagy Louis Beel. Ebben a pártban kezdte politikai pályafutását Dries van Agt 1977-1982 közötti és Ruud Lubbers 1982-1994 közötti holland miniszterelnök. A párt az 1970-es évekre a holland társadalomban végbemenő szekularizáció és depillarizáció miatt elvesztette korábbi jelentőségét és támogatottsága drasztikusan visszaesett, emiatt több vallási alapon szerveződő párttal együtt közös listán indultak 1977-ben Kereszténydemokrata Tömörülés néven, ami 1980-ban pártként alakult meg.

## Története

### 1945-1965
1945. december 22-én alapították meg a második világháború előtt megszűnt Római Katolikus Állami Párt (RKSP) utódjaként. Elődjével ellentétben ez a párt nyitott volt minden keresztény felekezet számára, ám többnyire a katolikusok tették a szavazóbázis nagy részét. Az 1946-os holland választásokat megnyerte a párt és koalícióra lépett az ekkor újraalapított Munkáspárttal. A kormányfő a párt tagja Louis Beel lett. Az első kormánya 1946-1948 között létezett.
1948-as választáson ismét a párt győzött és a munkáspárti Willem Drees vezetésével a Munkáspárttal, Szabad Demokrata Néppárttal, Keresztény Történelmi Unióval egy kétharmados többséggel rendelkező koalíció jött létre. A kormány miniszterelnök-helyettes a katolikus néppárti Josep van Schaik volt, emiatt a kormányt gyakran Drees-Van Schaik kormány-nak is nevezik.
Az új koalíció célja az alkotmánymódosítás volt, amellyel függetlenné vált a Holland Kelet-indiai társaság, 1949. decemberében függetlenné vált Indonézia. 1948-ban ugyan még holland csapatok szálltak partra az akkor holland gyarmatként létező Jáva és Szumátra szigetén, hogy az Indonézia függetlenségéért harcoló katonákat legyőzzék, ám nemzetközi nyomásra elálltak a hollandok ezen szándéktól.
A párt legnagyobb hatalma 1958 és 1965 között hisz tagja volt ebben az időszakban az összes kormánynak. Az 1959-es választáson a párt győzött Jan de Quay vezetésével. Az 1959-1963 közt fennálló De Quay-kormány számos újdonságot vezetett be: a közalkalmazottaknak a szabad szombatot, munkanélküli segélyt és a GYES-t. Slochteren közelében földgáz lelőhelyre bukkantak, amivel a világ egyik legnagyobb földgáz lelőhelyére bukkantak és a későbbiekben ez számított Hollandia legfőbb bevételi forrásának.
1963-ban Victor Marijnen vezetésével alakult meg az új kormány, a koalícióban ugyanazok a pártok maradtak akik de Quay kormányában is voltak. Folytatódtak a jóléti intézkedések bevezetése. A Slochtern mellett felfedezett földgáz lelőhely felpörgette a gazdaságot, de munkaerőhiány volt az országban. Emiatt megemelték a fizetéseket és külföldi vendégmunkásokat, 1964-től számos török vendégmunkás érkezett az országba. 1964-ben ingyenessé tették az alapvető egészségügyi ellátásokat. 1965-ben a kormánynak konfliktusa volt a Holland közszolgálati médiával, ami miatt a kormány 1965-ben elbukott.

### 1965-1980
1965-1980 között a párt hanyatlott a jólét növekedésével végbemenő szekularizáció és depillarizáció miatt. Az 1967-es választáson a párt 8 mandátumot vesztett. A választások után a három vallásos párt továbbra is koalícióban akart maradni, a Munkáspárttal való együttműködés már nem volt fontos számukra, ami komoly felháborodást váltott ki a Katolikus Néppárt baloldali szárnyának képviselői (Ruud Lubbers, Jo Cals) között, ők magukat keresztény radikálisoknak nevezték.
1972-ben a párt már jelentősen elvesztette addigi mandátumait, így kénytelen volt koalíciót kötni a Munkáspárttal, a Radikális Párttal és a 66-os demokratákkal, ám végül az Forradalomellenes Párttal kívülről támogatták Joop den Uyl kormányát.
A sorozatos vereségek miatt a három vallásos párt felismerte, hogy ahhoz hogy kormányon tudjon maradni egy felekezeteket áthidaló szövetséget kell kötni, egy kereszténydemokrata ideológián alapuló szövetséget, ami a német CDU-ra hasonlít. 1974-ben a pártok Kereszténydemokrata Tömörülés (CDA) néven alapítottak pártszövetséget, az 1977-es választáson már a három vallásos párt közös listán ezen a néven indult. A szövetség bevált: több szavazatot nyertek szövetségben mint amennyit külön-külön saccoltak a három pártnak. A választás után a párt jelöltje Dries van Agt lett a miniszterelnök.
1980-ban az időközben párttá alakuló Kereszténydemokrata Tömörülésbe beolvadt a Katolikus Néppárt és megszűnt.

## Választói
A választók elsősorban a katolikusok közül kerültek ki. A párt fellegvárai voltak Limburg és Brabant tartományok, ezekben a tartományokban 90%-os eredményt ért el a párt. A párt erős volt még Tengermenti Flandria, Nyugat-Frízföld, Twente régiókban.
Az 1960-as és 1970-es években a párt számos szavazót vesztett el a világi, progresszív pártok miatt mint a Munkáspárt, D66 miatt.

## Nemzetközi hasonlóságok
Politikailag a párt a német Centrum Pártra és a belga Kereszténydemokrata és Flamand pártokra hasonlított, számos pontban hasonlított a párt az Olasz Kereszténydemokrata Pártra is.

## Fordítás
- Ez a szócikk részben vagy egészben  a   Catholic People's Party című angol Wikipédia-szócikk ezen változatának fordításán alapul.  Az eredeti cikk szerkesztőit annak laptörténete sorolja fel. Ez a jelzés csupán a megfogalmazás eredetét és a szerzői jogokat jelzi, nem szolgál a cikkben szereplő információk forrásmegjelöléseként.